# Саусильо (Чиуауа)
Саусильо (исп. Saucillo) — город в Мексике, штат Чиуауа, входит в состав одноимённого муниципалитета и является его административным центром. Численность населения, по данным переписи 2010 года, составила 11 004 человека.

## Общие сведения
Название Saucillo является одним из названий растения Polygonum aviculare, которое растёт вдоль протекающей здесь реки Кончос.
Поселение было основано как асьенда Сан-Маркос 24 сентября 1717 года Хуаном Антонио Трасвинья и Ретесом. В 1850 году асьенда была переформирована в деревню Саусильо, что отражено на его гербе.
19 октября 1907 года Саусильо получил статус вилья, а 13 июля 1950 года был присвоен статус города.

## Фотографии
- Церковь в Саусильо
- Городская улица